# 中院光忠
中院 光忠（なかのいん みつただ）は、鎌倉時代末期の公卿。村上源氏久我流六条家、内大臣・六条有房の次男。官位は正二位・権大納言、弾正尹。贈左大臣。尹大納言と称された。

## 経歴
以下、『公卿補任』と『尊卑分脈』の内容に従って記述する。
- 永仁5年（1297年）11月14日、従五位下[2]。
- 永仁6年（1298年）2月18日、侍従に任ぜられる。
- 正安3年（1301年）3月16日、従五位上に昇叙[3]。同年10月15日、左少将に任ぜられる。
- 乾元2年（1303年）7月5日、正五位下に昇叙。
- 嘉元3年（1305年）1月5日、従四位下に昇叙。同月22日、左少将に還任。
- 嘉元4年（1306年）9月28日、従四位下の位記を止められる。蔵人に補される。
- 徳治2年（1307年）1月19日、下野介を兼ねる。
- 延慶元年（1308年）12月12日、蔵人を止められる。同月31日、従四位下に改めて昇叙。
- 延慶2年（1309年）1月3日、左少将は元の如し。同月6日、従四位上に昇叙[4]。同年3月9日、春宮権亮に補される。
- 延慶4年（1311年）1月17日、正四位下に昇叙。
- 正和元年（1312年）4月10日、春宮権亮を止められる。同年12月19日、春宮権亮に還任。
- 正和5年（1316年）11月18日、左中将に転任。
- 文保2年（1318年）2月29日、蔵人頭に補される。
- 元応元年（1319年）5月15日、参議に任ぜられる。上野権介を兼ねる。左中将は元の如し。7月2日、父・有房の喪に服す。9月29日、復任。
- 元応2年（1320年）2月9日従三位に叙される。5月10日、左中将から右中将に転任。
- 元亨4年（1324年）、権中納言に任ぜられる[5]。
- 正中2年（1325年）9月6日、勅授帯剣を許される。12月18日、権中納言を辞した。
- 嘉暦元年（1326年）1月10日、本座を許される。
- 嘉暦2年（1327年）1月5日、従二位に昇叙。
- 元徳元年（1329年）10月10日、弾正尹に任ぜられる。
- 元徳2年（1330年）11月7日、権大納言に任ぜられる。
- 元徳3年（1331年）1月5日、正二位に昇叙。2月18日、薨去。享年48。

## 『徒然草』第102段の光忠
この段では、光忠が追難の上卿を勤めた際に洞院公賢に公事の次第を尋ね、又五郎に教えを請うてはどうかと公賢から助言を受けたことが書かれている。

## 光忠は後醍醐天皇派か
兄・有忠は後宇多院の意向を受けて後二条天皇の皇子邦良親王を皇嗣として推していたが、親王は嘉暦元年（1326年）に崩じてしまい有忠らは出家するに至った。光忠は六条有房の二男であるが、後醍醐天皇が即位してからの昇進が著しく、弾正尹に任ぜられた上に兄有忠を越えて権大納言にまで任ぜられた。これらのことから、光忠は後醍醐天皇派であったと考えられる。

## 系譜
- 父：六条有房（1251-1319）
- 母：不詳
- 妻：不詳
  - 男子：中院親光
  - 男子：中院具光
  - 男子：忠雲